# Gesteuerte Quelle
Eine gesteuerte Quelle (auch abhängige Quelle, englisch dependent source) ist ein elementares ideales elektrisches Bauelement, welches die rückwirkungsfreie Kopplung von Spannungen und Strömen unterschiedlicher Zweige eines elektrischen Netzwerks ermöglicht. Gesteuerte Quellen werden beispielsweise zwingend benötigt, um reale nichtumkehrbare und/oder aktive Zweitore (also elektronische Bauelemente wie Elektronenröhren, Transistoren oder Operationsverstärker) als Ersatzschaltbild darzustellen. Im Gegensatz zu unabhängigen Strom- und Spannungsquellen wird ihr Quellenstrom bzw. ihre Quellenspannung durch einen Steuerstrom oder eine Steuerspannung leistungslos gesteuert. Gesteuerte Quellen stellen selbst sehr grobe Näherungen von realen aktiven Bauelementen dar. Sie dürfen nicht mit steuerbaren Stromversorgungseinheiten verwechselt werden.

## Lineare gesteuerte Quellen
Zweitore können nach den Eigenschaften ihrer Kettenmatrix {\displaystyle \mathbf {A} } klassifiziert werden. Diese wird (in Matrizenform bei Annahme des symmetrischen Zählpfeilsystems) durch die folgenden Kettengleichungen der Zweitortheorie definiert:
{\displaystyle {\begin{pmatrix}u_{1}\\i_{1}\end{pmatrix}}={\begin{pmatrix}A_{11}&A_{12}\\A_{21}&A_{22}\end{pmatrix}}\cdot {\begin{pmatrix}u_{2}\\-i_{2}\end{pmatrix}}=\mathbf {A} \cdot {\begin{pmatrix}u_{2}\\-i_{2}\end{pmatrix}}}
Die Zweitortheorie fasst eine lineare gesteuerte Quelle als ein lineares Zweitor auf, in dessen Kettenmatrix nur ein Element besetzt, also ungleich 0 ist. Deshalb gibt es genau vier sich unterschiedlich verhaltende gesteuerte Quellen. Ihre Ersatzschaltung besteht aus einem Steuerungszweig (im Leerlauf oder Kurzschluss) und einem gesteuerten Zweig (gesteuerte Strom- oder Spannungsquelle). Auch aus diesen Kombinationen ergeben sich die vier Varianten. Steuerungszweig und gesteuerter Zweig sind im Allgemeinen galvanisch getrennt. Bei Bedarf kann eine gesteuerte Quelle mit Hilfe einer „durchgehenden Erdleitung“ zum Dreipol gemacht werden. Gesteuerte Quellen „verbrauchen“ keine Eingangsleistung. Deshalb können beliebige Ausgangsleistungen „leistungslos eingestellt“ werden. Wegen dieser „unendlich großen Leistungsverstärkung“ sind gesteuerte Quellen aktive Zweitore. Aufgrund der verschwindenden Determinante der Kettenmatrix sind sie (z. B. im Gegensatz zum idealen Übertrager) rückwirkungsfrei und damit nichtumkehrbar. Der eine lineare gesteuerte Quelle beschreibende einzige Kettenparameter darf im Allgemeinen ein komplexer Operator im Sinne der komplexen Wechselstromrechnung sein. Für viele Anwendungen reicht jedoch ein reeller Wert aus, wodurch die gesteuerte Quelle zum resistiven Zweitor, also einem Zweitor ohne Speicherverhalten wird. Unter dieser Einschränkung und unter Verwendung des symmetrischen Zählpfeilsystems an den Toren werden die folgenden typischen Varianten dargestellt.

### Spannungsgesteuerte Spannungsquelle (USU)

Spannungsgesteuerte Spannungsquelle als Zweitor

Eine spannungsgesteuerte Spannungsquelle (englisch voltage controlled voltage source, VCVS) besitzt eine Kettenmatrix der Form
{\displaystyle \mathbf {A} ={\begin{pmatrix}{\frac {1}{\mu }}&0\\0&0\end{pmatrix}}}
Dabei stellt {\displaystyle \mu } die (positive oder negative) Spannungsübersetzung oder Spannungsverstärkung dar. Das entspricht den expliziten Zweitorgleichungen
{\displaystyle i_{1}=0}
{\displaystyle u_{2}=\mu \cdot u_{1}}
Ein Beispiel für eine spannungsgesteuerte Spannungsquelle ist ein gegengekoppelter Operationsverstärker, z. B. als sogenannter Elektrometerverstärker. Bei ihm wird die Spannungsverstärkung durch die äußeren Widerstände bestimmt.

### Spannungsgesteuerte Stromquelle (USI)

Spannungsgesteuerte Stromquelle als Zweitor

Eine spannungsgesteuerte Stromquelle (englisch voltage controlled current source, VCCS) besitzt eine Kettenmatrix der Form
{\displaystyle \mathbf {A} ={\begin{pmatrix}0&-{\frac {1}{S}}\\0&0\end{pmatrix}}}
Dabei stellt {\displaystyle S} die (positive oder negative) Übertragungssteilheit oder Transkonduktanz dar. Das entspricht den expliziten Zweitorgleichungen
{\displaystyle i_{1}=0}
{\displaystyle i_{2}=S\cdot u_{1}}
Beispiele für spannungsgesteuerte Stromquellen sind die ideale Elektronenröhre mit unendlichem Eingangs- und Innenwiderstand sowie der Steilheit {\displaystyle S} und der Transkonduktanzverstärker mit der „Transkonduktanz“ {\displaystyle S}.

### Stromgesteuerte Spannungsquelle (ISU)

Stromgesteuerte Spannungsquelle als Zweitor

Eine stromgesteuerte Spannungsquelle (englisch current controlled voltage source, CCVS) besitzt eine Kettenmatrix der Form
{\displaystyle \mathbf {A} ={\begin{pmatrix}0&0\\{\frac {1}{R}}&0\end{pmatrix}}}
Dabei stellt {\displaystyle R} den (positiven oder negativen) Übertragungswiderstand (Transimpedanz) dar. Das entspricht den expliziten Zweitorgleichungen
{\displaystyle u_{1}=0}
{\displaystyle u_{2}=R\cdot i_{1}}
Ein Beispiel für eine stromgesteuerte Spannungsquelle aus einem idealen gegengekoppelten Operationsverstärker ist der Transimpedanzverstärker.

### Stromgesteuerte Stromquelle (ISI)

Stromgesteuerte Stromquelle als Zweitor

Eine stromgesteuerte Stromquelle (englisch current controlled current source, CCCS) besitzt eine Kettenmatrix der Form
{\displaystyle \mathbf {A} ={\begin{pmatrix}0&0\\0&-{\frac {1}{\beta }}\end{pmatrix}}}
Dabei stellt {\displaystyle \beta } die (positive oder negative) Stromübersetzung oder Stromverstärkung dar. Das entspricht den expliziten Zweitorgleichungen
{\displaystyle u_{1}=0}
{\displaystyle i_{2}=\beta \cdot i_{1}}
Beispiele für stromgesteuerte Stromquellen sind der ideale Bipolartransistor in Emitterschaltung mit verschwindendem Eingangs- und verschwindendem Innenwiderstand sowie der Stromverstärkung {\displaystyle \beta } und die sogenannte Stromspiegelschaltung.

## Nichtlineare gesteuerte Quellen
Verallgemeinert wird eine nichtlineare Abhängigkeit der gesteuerten Größe von der Steuergröße einer gesteuerten Quelle zugelassen. Die wesentliche lineare Zweitorgleichung wird in diesem Fall durch eine nichtlineare Funktion ersetzt. Trotz dieser Verallgemeinerung bleibt es bei den oben genannten vier Grundvarianten. Beispielsweise lässt sich eine nichtlineare spannungsgesteuerte Stromquelle durch folgendes Gleichungssystem beschreiben:
{\displaystyle i_{1}=0}
{\displaystyle i_{2}=f(u_{1})}
Die nichtlineare Funktion {\displaystyle f} kann beispielsweise in Form einer (nichtlinearen) Kennlinie gegeben sein. Nichtlineare gesteuerte Quellen kommen in Ersatzschaltbildern von Bauelementen zum Einsatz, die eine wesentliche Nichtlinearität besitzen, die nicht vernachlässigt werden darf oder funktionell „gewollt“ ist. Eine nichtlineare gesteuerte Quelle kann selbst durch eine Kombination aus linearer gesteuerter Quelle und einen resistiven nichtlinearen Zweipol ersetzt werden. Stetige nichtlineare Quellen können im Kleinsignalbetrieb wie üblich linearisiert werden.

## Schaltzeichen

Hybrid-Ersatzschaltbild eines resistiven Zweitors

Als Schaltzeichen für gesteuerte Quellen werden die gleichen Symbole wie für unabhängige Quellen verwendet. Bei einer Spannungsquelle zeigt ein Pfeil die Polarität der Spannung, bei einer Stromquelle die Stromrichtung an. Die Steuerung kommt durch die Beschriftung zum Ausdruck, indem der Quellenstrom bzw. die Quellenspannung (linear oder nichtlinear) von einem Steuerstrom oder einer Steuerspannung des Netzwerkes abhängt. Das nebenstehende Bild zeigt als Beispiel das Hybrid-Ersatzschaltbild eines Bipolartransistors bei niederfrequenten Signalen mit geringer Amplitude. Das Ersatzschaltbild dieses resistiven Zweitors beruht auf der Hybridform der zugehörigen Zweitorgleichungen. Dieses Gleichungssystem wird als hybrid bezeichnet, weil Strom und Spannung auf beiden Seiten bezüglich Ein- und Ausgang „gemischt“ auftreten:
{\displaystyle u_{1}=h_{11}\cdot i_{1}+h_{12}\cdot u_{2}}
{\displaystyle i_{2}=h_{21}\cdot i_{1}+h_{22}\cdot u_{2}}
Diese „Mischung“ erkennt man auch im Ersatzschaltbild, in dem im linken Zweig ein Widerstand mit einer spannungsgesteuerten Spannungsquelle in Reihe, im rechten Zweig jedoch ein Leitwert mit einer stromgesteuerten Stromquelle parallel geschaltet sind. Die Zweitorgleichungen lassen sich direkt „ablesen“.

## Berechnung von linearen Netzwerken mit gesteuerten Quellen
Für die Berechnung linearer Netzwerke gibt es mehrere sogenannte „vereinfachte Berechnungsmethoden“. Besitzen diese Netzwerke mehrere (unabhängige) Strom- und/oder Spannungsquellen, dann erfolgt die Berechnung üblicherweise entsprechend dem Überlagerungssatz für jede Quelle einzeln, wobei die anderen Quellen jeweils durch Kurzschluss bzw. Leerlauf ersetzt werden. Am Schluss werden alle Einzelergebnisse zum Gesamtergebnis „überlagert“ (addiert). Dieses Vorgehen darf jedoch nicht für die im Netzwerk vorhandenen gesteuerten Quellen erfolgen. Diese müssen immer explizit in die Rechnung einbezogen werden.

## Energiebilanz von gesteuerten Quellen
Genauso wie unabhängige Quellen aktive Zweipole sind, sind gesteuerte Quellen aktive Zweitore. Sie können also (entsprechend beschaltet) dauerhaft elektrische Energie abgeben und müssen deshalb eine „innere Energiequelle“ besitzen. Für die Anwendung als ideales fiktives Bauelement innerhalb von Ersatzschaltungen reicht diese Erklärung. Werden jedoch (für welchen Zweck auch immer) gesteuerte Quellen durch reale Bauelemente (z. B. Operationsverstärker) nachgebildet, dann wird – wie bei jedem Leistungsverstärker – diese Energie aus der Versorgungsspannung der entsprechenden Funktionseinheit bezogen.

## Reale gesteuerte Quellen

Reale spannungsgesteuerte Spannungsquelle als Zweitor

In der Literatur zu elektrischen Netzwerken ist neben der (in diesem Artikel behandelten) idealen gesteuerten Quelle auch der Begriff der realen gesteuerten Quelle zu finden. Diese besitzt definitionsgemäß einen endlichen, von null verschiedenen Eingangswiderstand bzw. -leitwert und einen endlichen, von null verschiedenen Ausgangsinnenwiderstand bzw. -leitwert. Das kommt in ihrem Ersatzschaltbild zum Ausdruck. Eine solche reale gesteuerte Quelle stellt ein allgemeines rückwirkungsfreies Zweitor dar. Lässt sich die reale gesteuerte Quelle als lineares Zweitor beschreiben, dann ist die Kettenmatrix „voll besetzt“ und deren Determinante null. Deshalb lassen sich alle vier oben genannten Varianten ineinander umrechnen und auf eine einzige Art von realer gesteuerter Quelle zurückführen. Aus dem im Bild gezeigten Beispiel lassen sich die inversen Hybridgleichungen direkt ablesen:
{\displaystyle u_{2}=\mu \cdot u_{1}+R_{i}\cdot i_{2}}
{\displaystyle i_{1}={\frac {u_{1}}{R_{e}}}}
Durch Umformung folgen die Kettengleichungen
{\displaystyle u_{1}={\frac {1}{\mu }}\cdot u_{2}-{\frac {R_{i}}{\mu }}\cdot i_{2}}
{\displaystyle i_{1}={\frac {1}{\mu \cdot R_{e}}}\cdot u_{2}-{\frac {R_{i}}{\mu \cdot R_{e}}}\cdot i_{2}}
Die volle Besetzung der Kettenmatrix und ihre verschwindende Determinante sind daraus leicht zu verifizieren.